# حيطوم (المهرة)

تعديل مصدري - تعديل

حيطوم هي إحدى قرى عزلة دمقوت بمديرية حوف التابعة لمحافظة المهرة، بلغ تعداد سكانها 10 نسمة حسب تعداد اليمن لعام 2004.